# Freelancer (gra komputerowa)
Freelancer – symulator lotów kosmicznych stworzony przez firmę Digital Anvil i wydany przez Microsoft Game Studios. Gra pierwotnie została zapowiedziana przez Chrisa Robertsa w 1999. Po wielu niepowodzeniach związanych z produkcją gry oraz wykupieniem firmy Digital Anvil przez Microsoft, ostatecznie został wydany w marcu 2003 roku.
Gracz wciela się w rolę pilota statku kosmicznego, dzięki któremu może eksplorować planety, stacje kosmiczne znajdujące się w 48 systemach planetarnych. Może też atakować inne statki, chroniąc kupców lub stając po stronie frakcji piratów. Główny bohater może zostać też łowcą nagród lub handlarzem. W grze dostępne są dwa tryby: tryb dla jednego gracza umożliwia wcielenie się w postać Edisona Trenta, kosmicznego wędrowcy, który przechodzi serię misji aby ocalić sektor Syriusza przed inwazją obcych. Tryb gry wieloosobowej pozwala na swobodne eksplorowanie przestrzeni kosmicznej i podjęcie różnych zadań jako wolny strzelec.
Początkowo Roberts chciał wprowadzić do gry funkcje takie jak: zautomatyzowane manewry lotu, dynamicznie zmieniającą się gospodarkę, tryb gry wieloosobowej w którym mogłyby uczestniczyć tysiące graczy, jednak nie wszystkie pomysły udało się zrealizować w finalnej wersji gry. Freelancer został bardzo pozytywnie przyjęty przez recenzentów. Podczas targów E3 w 1999 roku gra otrzymała cztery nagrody Game Critics Awards, w tym „Best Game of the Show”.